# Fizyczny punkt pomiarowy
Fizyczny punkt pomiarowy (FPP) – jest obiektem w sieci elektroenergetycznej, definiującym rzeczywiste pomiary energii czynnej i biernej w określonym kierunku. Fizycznie pomiary energii elektrycznej w FPP są realizowane przez układy pomiarowo-rozliczeniowe. Fizyczne punkty pomiarowe mogą być definiowane jako podstawowe lub rezerwowe. 
Na potrzeby rynku bilansującego dla każdego fizycznego punktu pomiarowego, dla każdego okresu rozliczeniowego równego jednej godzinie jest określana wartość energii elektrycznej. Wartość ta jest przekazywana do systemów komputerowych operatora systemu przesyłowego lub operatorów systemów rozdzielczych. Punkty pomiarowe są definiowane w umowie o świadczenie usług przesyłowych.